# Траона
Трао̀на (на италиански: Traona, на западноломбардски: Traùna, Трауна) е малко градче и община в Северна Италия, провинция Сондрио, регион Ломбардия. Разположено е на 252 m надморска височина. Населението на общината е 2534 души (към 2010 г.).